# Valentin Crețu
Valentin Crețu, född 9 september 1989, är en rumänsk rodelåkare.

## Karriär
Crețu tävlade för Rumänien vid olympiska vinterspelen 2010 i Vancouver, där han slutade på 31:a plats i herrarnas singel. Vid olympiska vinterspelen 2014 i Sotji slutade Crețu på 29:e plats i herrarnas singel.
Vid olympiska vinterspelen 2018 i Pyeongchang slutade Crețu på 29:e plats i herrarnas singel. Han var även en del av Rumäniens lag tillsammans med Raluca Strămăturaru, Cosmin Atodiresei och Ștefan Musei som slutade på 10:e plats i lagstafetten. Vid olympiska vinterspelen 2022 i Peking slutade Crețu återigen på 29:e plats i herrarnas singel. Han var även en del av Rumäniens lag tillsammans med Raluca Strămăturaru, Vasile Gîtlan och Darius Şerban som slutade på nionde plats i lagstafetten.